# Stenocranus philippinensis
Stenocranus philippinensis är en insektsart som beskrevs av Frederick Arthur Godfrey Muir 1917. Stenocranus philippinensis ingår i släktet Stenocranus och familjen sporrstritar. Inga underarter finns listade i Catalogue of Life.